# Jaleo en el hotel Excelsior
Jaleo en el Hotel Excelsior (Grand Hotel Excelsior en su título original) es una película del año 1982 dirigida por Franco Castellano y Giuseppe Moccia (conocidos como Castellano e Pipolo), e interpretada por Adriano Celentano, Eleonora Giorgi, Carlo Verdone, Diego Abatantuono y Enrico Montesano.

## Sinopsis
La película narra la vida de los trabajadores del Gran Hotel Excelsior, con su director, Taddeus (Adriano Celentano) al capo
Un nuevo camarero llega al comenzar la temporada del hotel, Egisto Costanzi (Enrico Montesano) que le ha hecho creer siempre a su hija que es una persona adinerada, así que cuando se presenta por un par de días en el hotel, sus compañeros le ayudan a hacerse pasar por lo que no es, para no tener que decirle la verdad a la niña y desilusionarla. Aunque no lo tendrá nada sencillo, ya que tendrá que combinar su trabajo de camarero con el de adinerado, sin que su hija y el director del hotel se enteren.
También llegan al hotel el púgil Pericle Coccia (Carlo Verdone) con su mánager y entrenador Bertolazzi (Armando Brancia), ya que en muy pocos días deben asistir a un combate muy importante, pero el púgil prefiere comer y coquetear con una camarera antes que seguir las indicaciones de su entrenador.
También llega la señorita Vivaldi (Eleonora Giorgi) que es una clienta muy antigua que acude allí cada año, enamorada secretamente de Taddeus, el director del hotel.
Y por supuesto, el gran mago Segrate (Diego Abatantuono) que en realidad solo es un místico más que intentará realizar un ejercicio de levitación para todos los medios que allí se acerquen.

## Curiosidades
- Claudia Mori (la esposa de Adriano Celentano) hace un breve cameo en el film.
- Fue rodada en el hotel Regina Palace.